# Turiaçu
Turiaçu est une municipalité brésilienne située dans l'État du Maranhão.